# Economía del reciclaje
La economía del reciclaje  en un cierto número de mercados que ponen en relación a generadores ,hasta que lleguemos nosotros los usuarios.
El ciclo completo del reciclaje de los materiales es un complejo proceso que se compone de varias etapas e intervenciones (ver gráfico 1).
El gráfico 1 presenta los principales actores que participan en cada etapa y del flujo de materiales entre cada uno de los procesos. Además, en cada etapa se van eliminando parte de los materiales; los mismos están representados por las flechas discontinuas. Las conexiones entre cada uno de los actores está representado por pequeños diagramas de oferta y demanda entre las diversas etapas del ciclo.
El tamaño y composición de los flujos de materiales dependerán de las decisiones de la oferta y la demanda de estos mercados. Los productores y envasadores determinan el diseño de los productos y los materiales que serán empleados en la producción y deciden las proporciones de suministros nuevos y reciclados.
Los consumidores optan entre productos que contienen diferentes tipos y cantidades de materiales; también decidirán cómo eliminar los distintos productos una vez consumidos. Y por último, una de las etapas del ciclo lo forman los recolectores los cuales recogen, transportan y separan los materiales para ponerlos a disposición de los reprocesadores. Este último, convierte los diversos materiales de residuos sólidos a formas que permitan la reutilización por parte de los productores y envasadores, cerrando así el ciclo.
Los residuos sólidos constituyen un problema por las dificultades inherentes a la fijación de precios en los diversos mercados que componen el ciclo. Ej.
- La recogida de materiales primas conlleva diversos costes económicos.
- Como las materias primas cuestan poco, un empresario tendría dificultades para ofrecer productos alternativos que fuesen competitivos a partir de materiales que se hayan derivado de los residuos para hacerlos reutilizables.
- Los residuos sólidos descartados generan costos ambientales que deberían reflejarse en el precio que pagan los consumidores por las diferentes alternativas de eliminación.

## Uso de materiales reciclados en la Producción
Vamos a analizar el primer mercado en donde los productores de bienes y servicios adquieren diversos tipos y cantidades de materia (gráfico 1). La curva de demanda puede estar representada por una empresa ó por todo un sector industrial, en donde se encuentra la demanda de un material a lo largo de cierto periodo. Además, este material puede ser reciclado ó nuevo. Una condición es que la cantidad de material que se emplea en la empresa ó industria sea pequeña en relación con el total, de modo que el precio pueda ser fijo.
El precio señalado como pv es la línea horizontal que corta la curva de demanda en q0. Ahora bien, la empresa puede conseguir el mismo material reciclado, pero en este caso los costos son más complejos (recolección, separación, transporte, reprocesamiento, entre otros). Por ende, el precio del material reciclado será más elevado (curva de oferta de material reciclado creciente, como O1 y O2). Cada una de estas curvas representa un uso diferente de tecnologías.

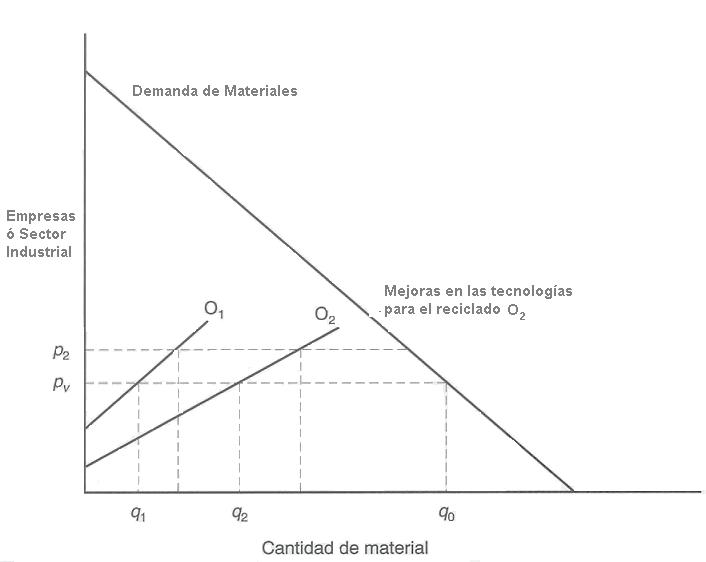
Gráfico 2. Materiales reciclados en la producción.

Veamos que ocurre con la curva O1. Si la empresa o industria se enfrenta a esta curva de oferta, decidirá emplear q1 de materiales reciclados (el productor usará material reciclado hasta que el precio coincida con el de materias primas). Por otra parte, la mayor parte de las iniciativas municipales de reciclaje es conseguir que los programas de separación y recogido de residuos de la vía pública minimicen sus costos de material reciclado.
En el gráfico 2, estos programas pretenden desplazar hacia abajo la curva de oferta de materiales reciclados, digamos que de O1 a O2. Con esta medida, el empleo de materiales reciclados aumentaría a q2. Otra forma de aumentar la tasa de reciclaje (q2 / q1), es de reducir la demanda general de materiales manteniendo constante el empleo de materiales reciclados. En el gráfico 2, esto implica desplazar hacia la izquierda la curva de demanda de materiales. Esta reducción también podría lograrse, por ejemplo, fabricando los mismos productos con menos materiales. También podría darse como resultado de un cambio en las preferencias de los consumidores a favor de los productos que usen menos materiales.
Por último, para reducir el total de las materias empleadas y aumentar simultáneamente la cantidad de material reciclado, se puede aumentar el precio de las materias primas, de esa manera se incrementaría la demanda de material reciclado. Otra medida sería, si las autoridades aplicaran un impuesto que eleve el precio de las materias primas, por ejemplo, hasta p2, los productores se desplazarían hacia arriba, a lo largo de la curva de oferta de materiales reciclados y de la curva de demanda de materias primas.La economía del reciclaje consiste en un cierto número de mercados que ponen en relación a generadores y usuarios
El ciclo completo del reciclaje de los materiales es un complejo proceso que se compone de varias etapas e intervenciones (ver gráfico 1).
El gráfico 1 presenta los principales actores que participan en cada etapa y del flujo de materiales entre cada uno de los procesos. Además, en cada etapa se van eliminando parte de los materiales; los mismos están representados por las flechas discontinuas. Las conexiones entre cada uno de los actores está representado por pequeños diagramas de oferta y demanda entre las diversas etapas del ciclo. El tamaño y composición de los flujos de materiales dependerán de las decisiones de la oferta y la demanda de estos mercados. Los productores y envasadores determinan el diseño de los productos y los materiales que serán empleados en la producción y deciden las proporciones de suministros nuevos y reciclados. Los consumidores optan entre productos que contienen diferentes tipos y cantidades de materiales; también decidirán cómo eliminar los distintos productos una vez consumidos. Y por último, una de las etapas del ciclo lo forman los recolectores los cuales recogen, transportan y separan los materiales para ponerlos a disposición de los reprocesadores. Este último, convierte los diversos materiales de residuos sólidos a formas que permitan la reutilización por parte de los productores y envasadores, cerrando así el ciclo. Los residuos sólidos constituyen un problema por las dificultades inherentes a la fijación de precios en los diversos mercados que componen el ciclo. Ej.
La recogida de materiales primas conlleva diversos costes económicos.
Como las materias primas cuestan poco, un empresario tendría dificultades para ofrecer productos alternativos que fuesen competitivos a partir de materiales que se hayan derivado de los residuos para hacerlos reutilizables.
Los residuos sólidos descartados generan costos ambientales que deberían reflejarse en el precio que pagan los consumidores por las diferentes alternativas de eliminación